# Bharatpur (Nepal)
Bharatpur (Sanskriet: भरतपुर) is een stad (Engels: municipality; Nepalees: nagarpalika) in het centrum van Nepal, en tevens de hoofdstad van het district Chitwan. De stad telde bij de volkstelling in 2005 125.112 inwoners, in 2011 143.836 inwoners, en is hiermee de vijfde grootste stad van het land.